# Jefimija
Jefimija   (Drama, 1349 (Gregorià) - 1405 (Gregorià)), que va néixer amb el nom Jelena Mrnjavčević (ciríl·lic serbi: Јелена Мрњавчевић,sro [ mr̩ɲǎːʋ- ]), filla de Vojihna i vídua de Jovan Uglješa Mrnjavčević, és considerada la primera dona poeta sèrbia. El seu Lament for a Dead Son i l'Encomium del príncep Lazar són famosos en el cànon de la literatura sèrbia medieval.
Jefimija també va ser una hàbil cosidora i gravadora. El seu lament pel seu estimat fill va ser gravat al dors del díptic, (icona de dos panells que representa una verge i un nen) que Teodosije, bisbe de Serres, havia presentat com a obsequi a l'infant Uglješa en el seu bateig. L'obra té gravat al dors el lament de Jefemija.

## Lloança del príncep Lazar

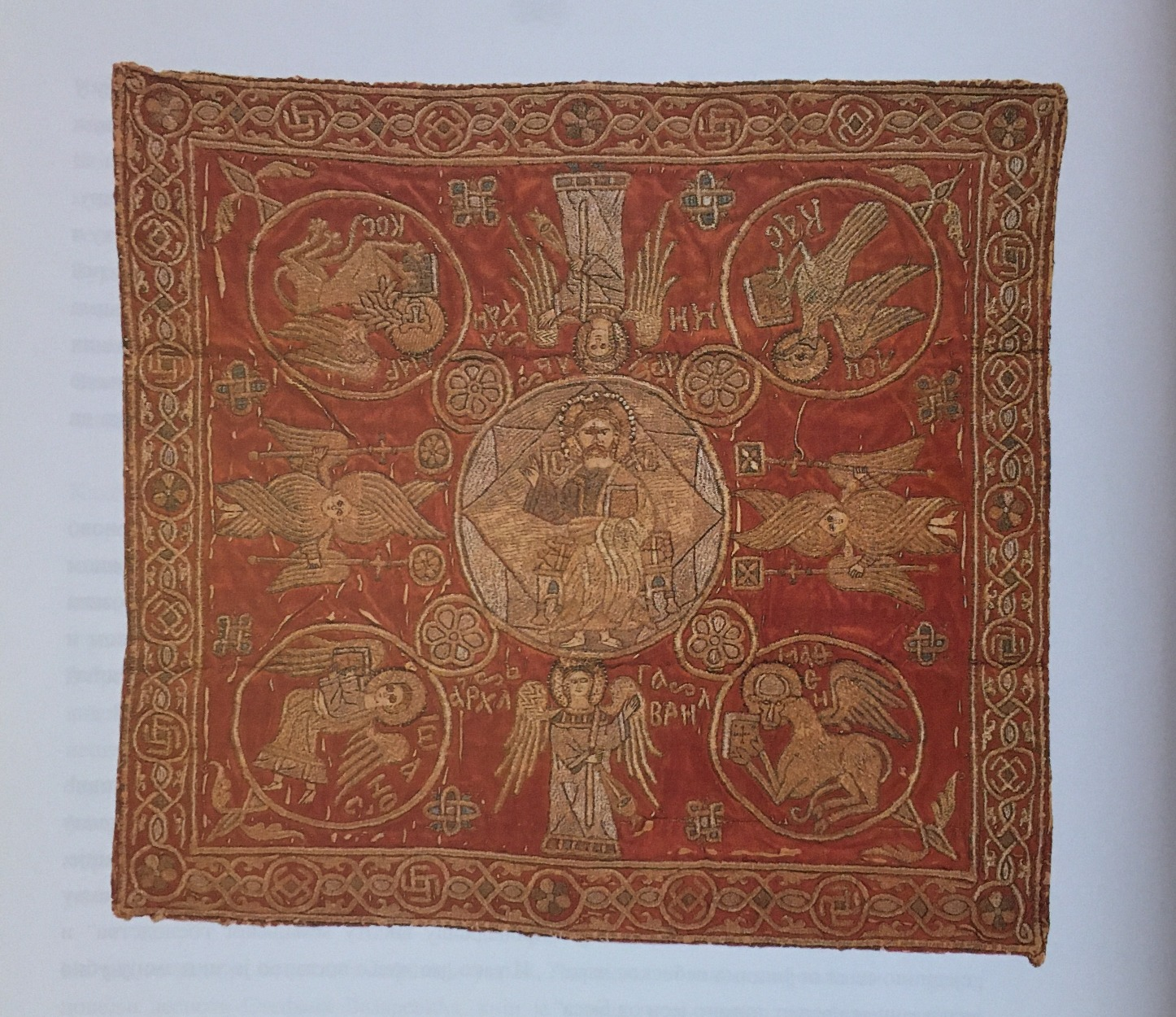
creu bordada
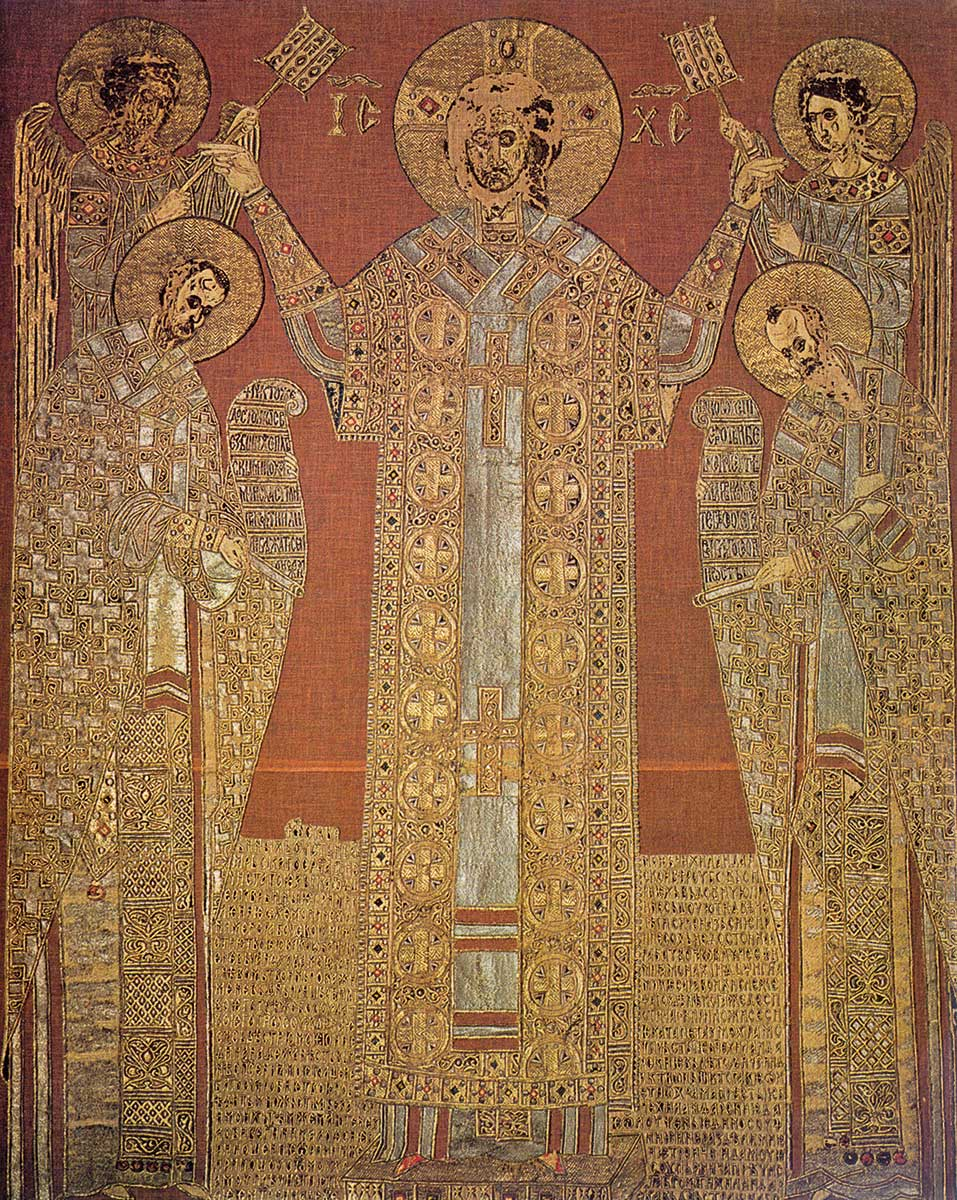
iconografia bordada
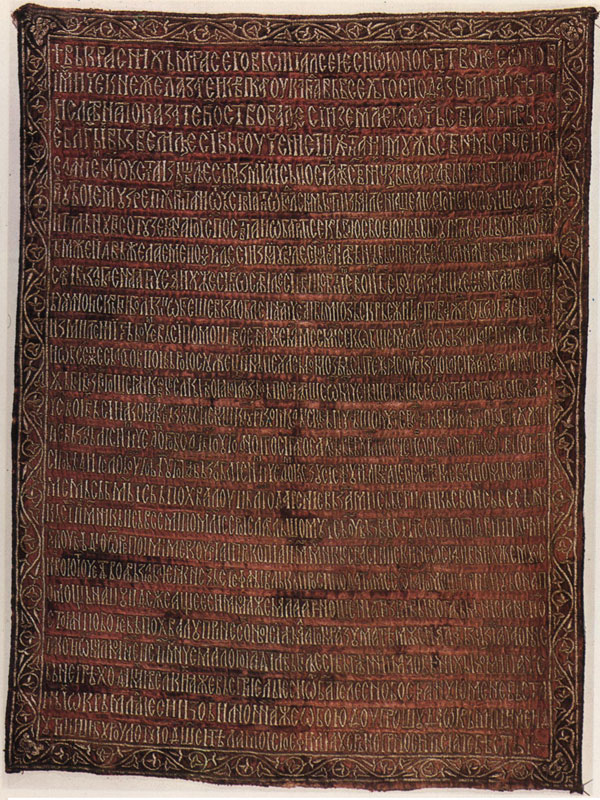
Poema

## Llegat
Està inclosa a els 100 serbis més destacats.